# 野澤憲彦
野澤 憲彦（のざわ のりひこ 、1974年7月12日 - ）は、地方競馬の船橋競馬場佐々木清明厩舎に所属している騎手。

## 来歴
1993年10月1日に宇都宮競馬6Rでビビットピンクに騎乗しデビュー、同年10月14日に足利競馬4Rホクトシアプレスで優勝し初勝利を挙げる。1995年7月31日に高知競馬場で行われた全日本新人王争覇戦に騎乗し11人中11位だった。1996年地方競馬通算100勝を達成。
2003年11月、JRAで初騎乗（11月29日東京競馬7R・マルハチエトルリア）。2005年3月、宇都宮競馬場の廃止に伴い、船橋競馬場に移籍。2010年8月2日、浦和競馬3R・スズヨサンクスで地方競馬通算 500勝達成、平成21年南関東公営競馬功労騎手賞を受賞。
2020年3月14日、船橋競馬2R・エヌティキングで地方競馬通算600勝達成。

## 主な重賞勝利
- 1996年

織姫賞（足利）ナラシノブルボン
- 2003年

若駒賞（北関東G3）
かもしか賞（北関東G1）マルハチエトルリア
とちぎ大賞典（北関東G1）パワフルダンサー
- 2004年

八汐賞（北関東G2）パワフルダンサー
白百合特別（北関東G3）ドリームライン
カネユタカオー記念（北関東G2）マルハチストライク
宇都宮記念（北関東G2）パワフルダンサー
- 2005年

ブライアンズロマン記念（北関東G3）コウエイシャープ　